# Pepo

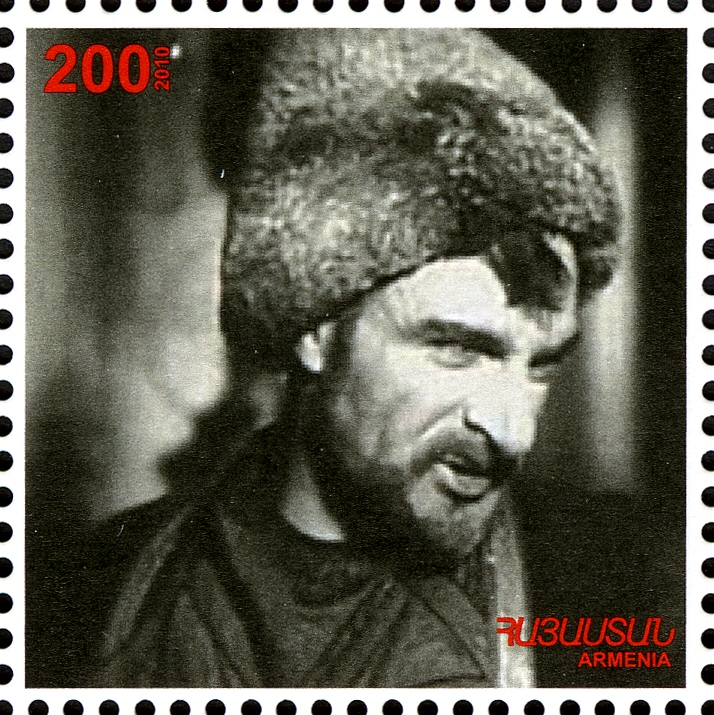
Pepo op een Armeense postzegel uit 2011 met still uit de film

Pepo (Russisch: Пепо, Pepo) is een Sovjetfilm uit 1935.

## Film
Deze speelfilm werd gemaakt door de Armenfilm ter gelegenheid van het vijftienjarig bestaan van Armenië als deel van de Sovjet-Unie. Die Armeense staatsfilmmaatschappij was in 1934 opgericht ter viering van hetzelfde feit. De film is gebaseerd op een toneelstuk met dezelfde titel van Gabriel Sundukian uit 1876. Hamo Beknazarian schreef het filmscenario en regisseerde samen met Armen Gulakyan. De film speelt zich af in het 19e-eeuwse Tbilisi, alwaar de Armeense visser Pepo, gespeeld door Hrachia Nersisyan het aan de stok krijgt met handelaar Arutin Zimzimov gespeeld door Avet Avetisyan. Pepo was de eerste geluidsfilm van die maatschappij en zou ook de eerste film zijn die in het Armeens werd gedraaid. De film werd gezien als een van de beste films uit de Sovjet-Unie uit de periode van voor de Tweede Wereldoorlog en wordt nog steeds gevierd binnen de Armeense gemeenschap.
De film ging op 15 juni 1935 in première.

## Muziek
De regisseur schakelde de jonge Aram Chatsjatoerjan in voor de filmmuziek; Chatsjatoerian had toen net succes met zijn Symfonie nr. 1. Hij schreef zeven stukjes muziek bij deze film lopend van een introductie tot aan een finale. 
Chatsjatoerjan schreef de filmmuziek voor een uitgebreid symfonieorkest:
- 3 dwarsfluiten (III ook piccolo), 3 hobo's (III ook althobo), 3 klarinetten, 2 fagotten
- 4 hoorns, 3 trompetten, 3 trombones, 1 tuba
- pauken, percussie, harp
- violen, altviolen, celli, contrabassen

Zo populair als de film werd, werd de muziek nooit. Slechts drie stukjes hielden enige bekendheid, de ouverture (introductie), Pepo’s lied en een polka voor blaasorkest. Vanwege die laatste beperkte bezetting werden de drie stukjes zelden samen uitgevoerd. Over Pepo’s lied gaat de anekdote, dat tijdens een bezoek Armeniërs tegen Chatsjatoerjan zouden hebben gezegd dat het een bekend Armeens volksliedje was, maar alleen de componist wist dat hij het geschreven had.   
Loris Tjeknavorian nam in oktober 1995 drie delen  uit de filmmuziek op met het Philharmonisch Orkest van Armenië voor het platenlabel ASV Records (DCA 964 met de polka en DCA 966 met Ouverturen en Pepo’s lied. De opnamen maakten deel uit van een serie gewijd aan muziek van de Armeense componist; het bleef voor zover bekend de enige opname van deze filmmuziek (op de film na).

## Rolverdeling
| Acteur                | Personage                    |
| --------------------- | ---------------------------- |
| Hrachia Nersisyan     | Pepo                         |
| Tatyana Makhmuryan    | Kekel, zijn zus              |
| David Malyan          | Kakuli, een vriend           |
| Avet Avetisyan        | Arutin Kirakozovich Zimzimov |
| Hambartsum Khachanyan | Darcho, merchant             |
| Hasmik                | Shushan                      |
| Grigor Avetyan        | Giko                         |
| Nina Manucharyan      | Natel                        |
| Armen Gulakyan        | Duduli, een vriend           |
| N. Gevorgyan          | Efemia                       |
| Gurgen Gabrielyan     | Kinto                        |
| A. Kefchiyan          | Pichkhul                     |
| H. Vanyan             | Margurit                     |
| M. Garagash           | Gevorg, klerk                |
| Vladimir Barsky       | rechter                      |
| V. Bagratuni          | Samson                       |
| M. Beroyan            | Darcho's moeder              |
| M. Jrpetyan           | Roddelaarster                |